# Tripteroides serratus
Tripteroides serratus är en tvåvingeart som först beskrevs av Philip James Barraud 1929.  Tripteroides serratus ingår i släktet Tripteroides och familjen stickmyggor. Inga underarter finns listade i Catalogue of Life.